# دين أناستاسياديس
دين أناستاسياديس (بالإنجليزية: Dean Anastasiadis)‏ هو لاعب كرة قدم أسترالي في مركز حراسة المرمى، ولد في 6 يونيو 1970 في ملبورن في أستراليا. شارك مع منتخب أستراليا لكرة القدم. أما مع النوادي، فقد لعب مع نادي جنوب ملبورن ووولونغونغ وولفز.